# Brandal
Brandal este o localitate din comuna Hareid, provincia Møre og Romsdal, Norvegia, cu o suprafață de 0,3 km² și o populație de 346 locuitori (2013).